# Jaroslav Broulík
Jaroslav Broulík (* 25. června 1950) byl český politik, v 90. letech 20. století poslanec České národní rady a Poslanecké sněmovny za Hnutí za samosprávnou demokracii - Společnost pro Moravu a Slezsko, později za Českomoravskou unii středu.

## Biografie
Vystudoval Vysokou školu báňskou v Ostravě.
Ve volbách v roce 1992 byl zvolen do České národní rady na kandidátce Hnutí za samosprávnou demokracii - Společnost pro Moravu a Slezsko (volební obvod Jihomoravský kraj). V průběhu volebního období přešel do poslaneckého klubu ČMUS. Zasedal v hospodářském výboru. Od vzniku samostatné České republiky v lednu 1993 byla ČNR transformována na Poslaneckou sněmovnu Parlamentu České republiky. Zde setrval do konce funkčního období, tedy do voleb v roce 1996.
V sněmovních volbách v roce 1996 neúspěšně kandidoval za ČMUS jako lídr její kandidátky pro Severočeský kraj. Strana ale parlamentní zastoupení nezískala. V senátních volbách roku 2004 kandidoval coby nestraník za Hnutí nezávislých za harmonický rozvoj obcí a měst v senátním obvodu č. 70 - Ostrava-město. Získal ale jen necelé 1 procento hlasů a senátorem se nestal.
Od roku 2003 vyučoval na středním odborném učilišti ve Frýdku-Místku. Pracuje v občanském sdružení Proměny, které se zabývá ochranou technických památek.